# KiKi Layne
Kiandra "KiKi" Layne (Cincinnati, 1991. december 10. –) amerikai színésznő.
Filmszereplőként a Ha a Beale utca mesélni tudna (2018), a Meghajszolt vad (2019), A halhatatlan gárda (2020), az Amerikába jöttem 2. (2021), valamint a Nincs baj, drágám (2022) című filmekben tűnt fel.

## Fiatalkora
1991. december 10-én született az ohiói Cincinnatiben. A DePaul University Theatre School színészi karán szerzett BFA diplomát 2014-ben.
A Vanity Fairnek adott 2018-as interjújában Layne elmondta, hogy gyerekkorában mindig is színészkedett, és a kedvenc filmje Az oroszlánkirály volt. Elárulta: „Minden nap megnéztem, és extravagáns történeteket találtam ki a Barbijaimmal és a plüssállataimmal”.

## Pályafutása
Első színészi szerepe Lena Waithe oldalán volt a The Chi című drámasorozat próbaepizódjában, amelyet 2015-ben forgattak.
Modellkedett a Kate Spade New York divatmárkának.
Áttörő alakítása Barry Jenkins 2018-as Ha a Beale utca mesélni tudna című drámájában volt. 2019-ben főszerepet játszott Richard Wright 1940-es Meghajszolt vad című regényének filmadaptációjában, majd Charlize Theron oldalán feltűnt 2020-as A halhatatlan gárda című filmben.
Layne részt vett Max Richter zeneszerző Voices című művében, amelyet Az emberi jogok egyetemes nyilatkozata ihletett. Az album tartalmazza Eleanor Roosevelt és Layne felolvasását a nyilatkozatból, valamint további 70 olvasmányt a világ minden tájáról.
2021-ben csatlakozott az Amazon Prime Videón futó Amerikába jöttem 2. című folytatásban Eddie Murphy mellé.
Ellie Steckler nyomozót alakította a Chip és Dale: A Csipet Csapat című filmben.

## Magánélete
Layne jelenleg Ari’el Stachellel él párkapcsolatban, akivel a Nincs baj, drágám forgatásán ismerkedett meg 2020 őszén.

## Filmográfia

### Film
| Év   | Magyar cím                    | Eredeti cím                  | Szerep         | Magyar hang        |
| ---- | ----------------------------- | ---------------------------- | -------------- | ------------------ |
| 2018 | Ha a Beale utca mesélni tudna | If Beale Street Could Talk   | Tish Rivers    | Mészáros Blanka    |
| 2019 | Meghajszolt vad               | Native Son                   | Bessie         | Czető Zsanett      |
| 2019 | Elrabolt világ                | Captive State                | Carrie         | Staub Viktória     |
| 2020 | A halhatatlan gárda           | The Old Guard                | Nile Freeman   | Bogdányi Titanilla |
| 2021 | Amerikába jöttem 2.           | Coming 2 America             | Meeka Joffer   | Lamboni Anna       |
| 2022 | Chip és Dale: A Csipet Csapat | Chip 'n Dale: Rescue Rangers | Ellie Steckler | Staub Viktória     |
| 2022 | Nincs baj, drágám             | Don't Worry Darling          | Margaret       | Gubik Petra        |
| 2024 |                               | Dandelion                    | Dandelion      |                    |
| 2025 | A halhatatlan gárda 2.        | The Old Guard 2              | Nile Freeman   | Bogdányi Titanilla |

Rövidfilmek
- Veracity (2015) – Olivia
- The Staggering Girl (2019) – Adut

### Televízió
| Év   | Magyar cím  | Eredeti cím | Szerep      | Megjegyzések |
| ---- | ----------- | ----------- | ----------- | ------------ |
| 2016 | Chicago Med | Chicago Med | Emmie Miles | 1 epizód     |